# Alessandrino (Piemonte)
L'Alessandrino (Lissandrin in piemontese) è una regione geografica del Basso Piemonte, che occupa la porzione centrale della provincia di Alessandria, confinando ad ovest con l'Astigiano, a nord ovest con il Casalese, a nord est con la Lomellina, ad est con il Tortonese, a sud est con il Novese, a sud con l'Ovadese e a sud ovest con l'Acquese. Prende il proprio nome dalla città di Alessandria, comune capoluogo del territorio e dell'omonima provincia.

## Geografia

### Idrografia

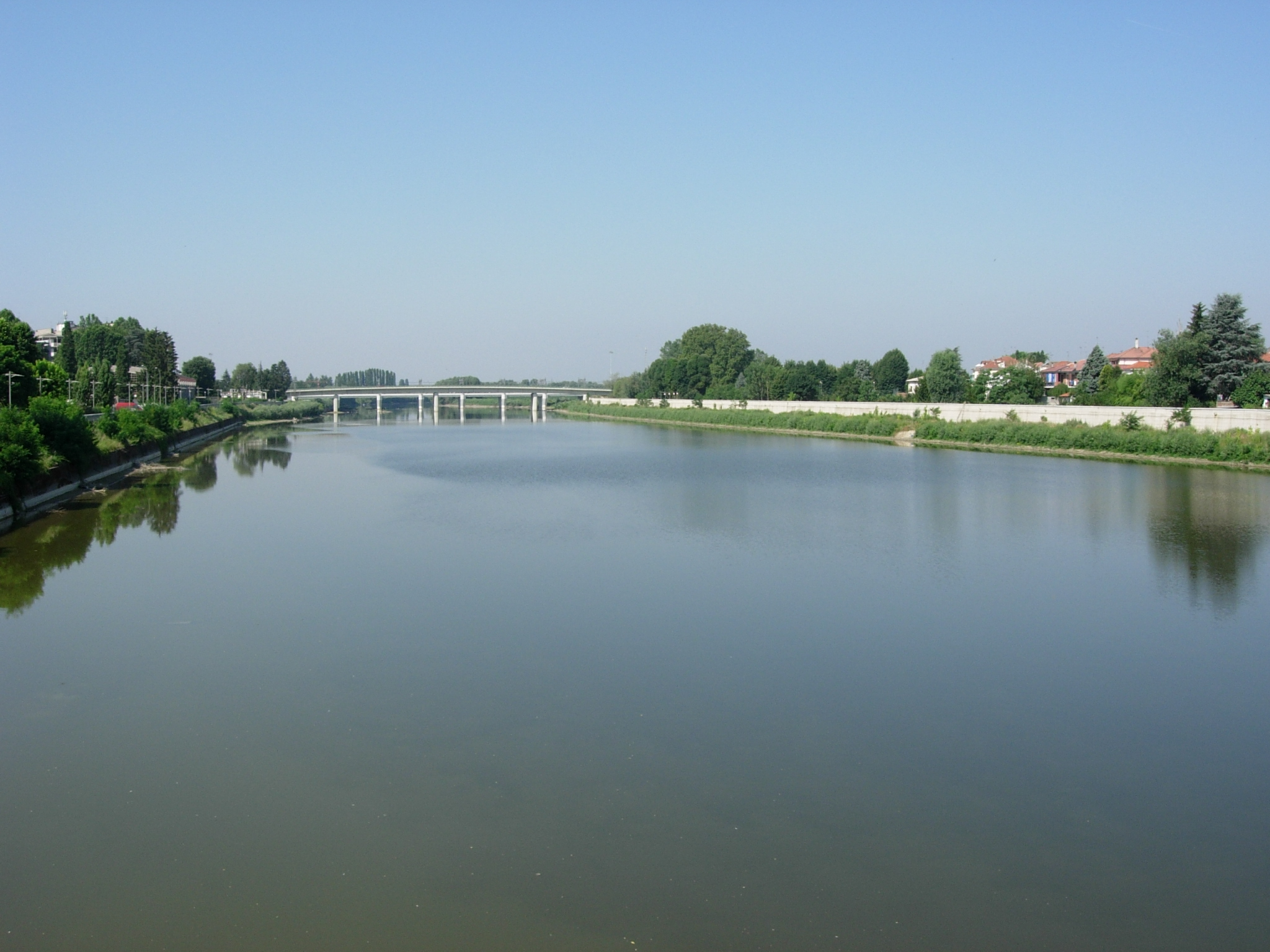
Tanaro

#### Fiumi
| Denominazione        | Altitudine della sorgente |
| -------------------- | ------------------------- |
| Belbo                | 800 m                     |
| Bormida              | 800 m                     |
| Grana del Monferrato | 250 m                     |
| Orba                 | 1.001 m                   |
| Tanaro               | 2.200 m                   |

## Amministrazioni

### Comuni

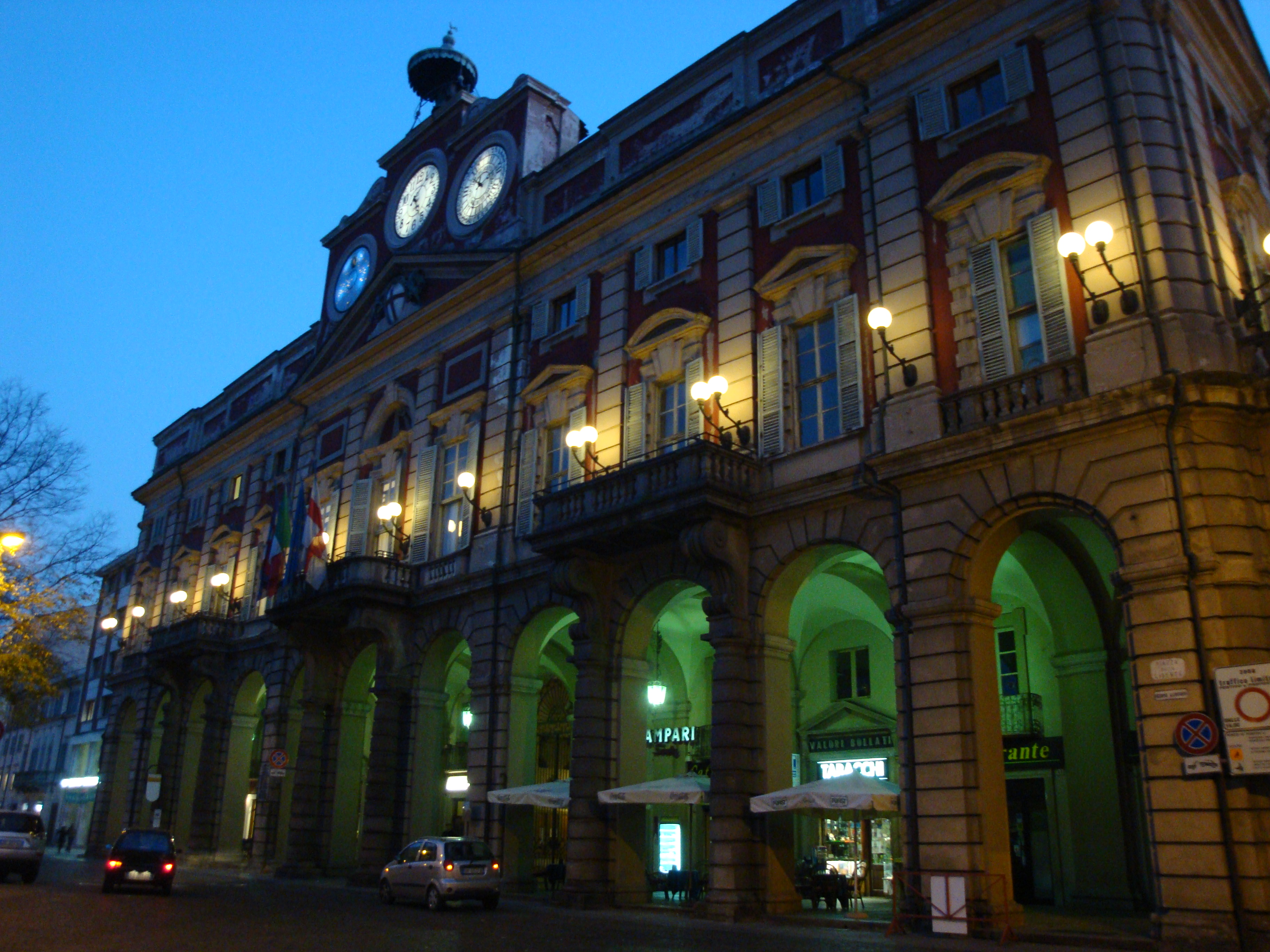
Alessandria

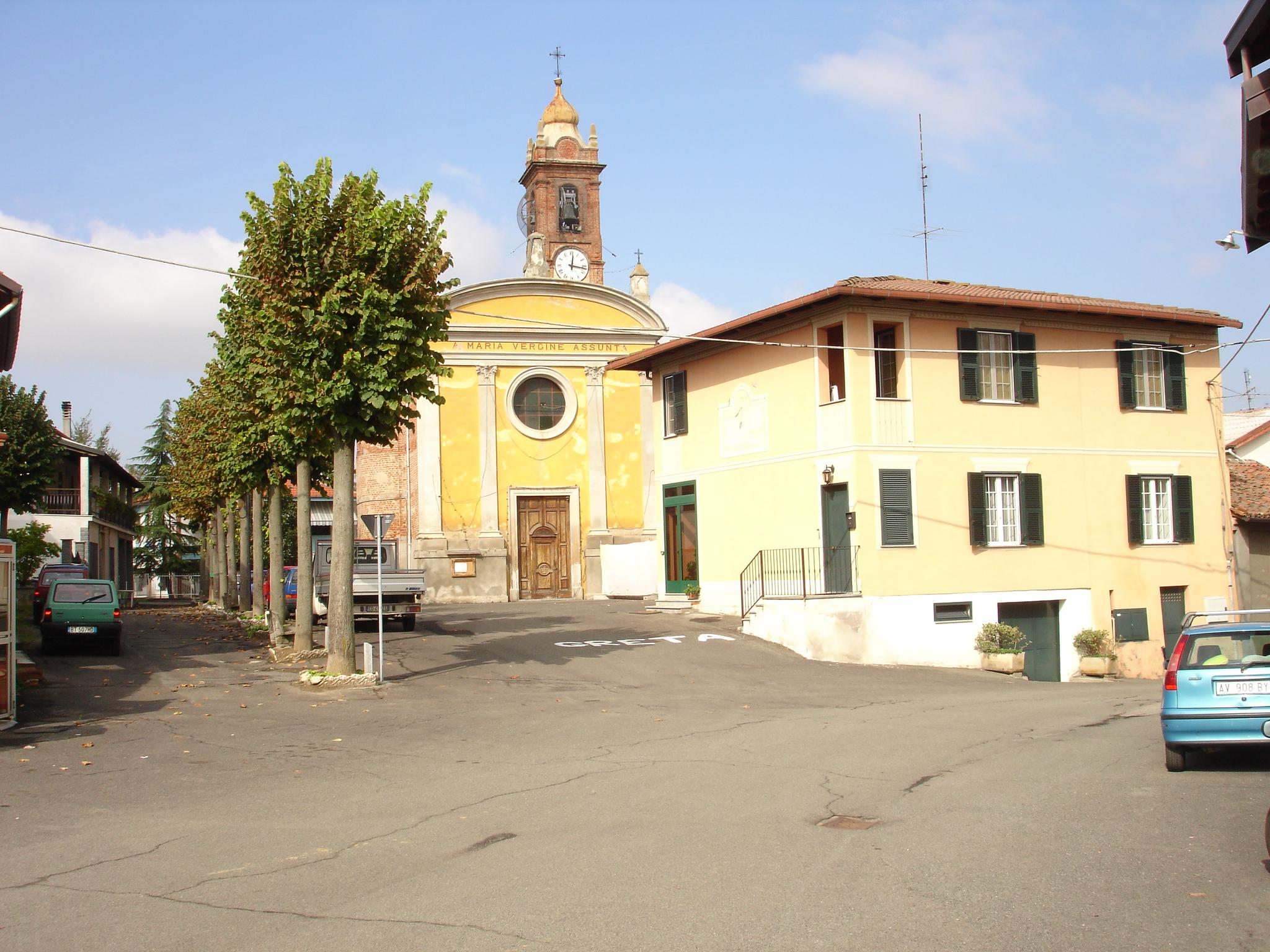
Carentino

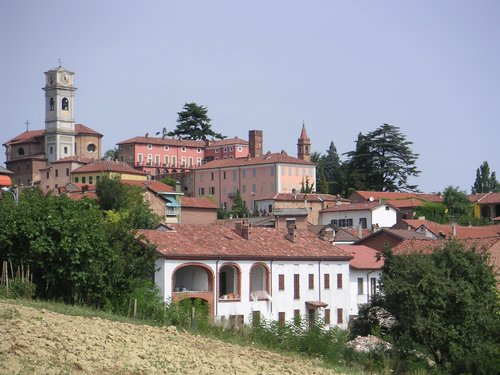
Castelletto Monferrato

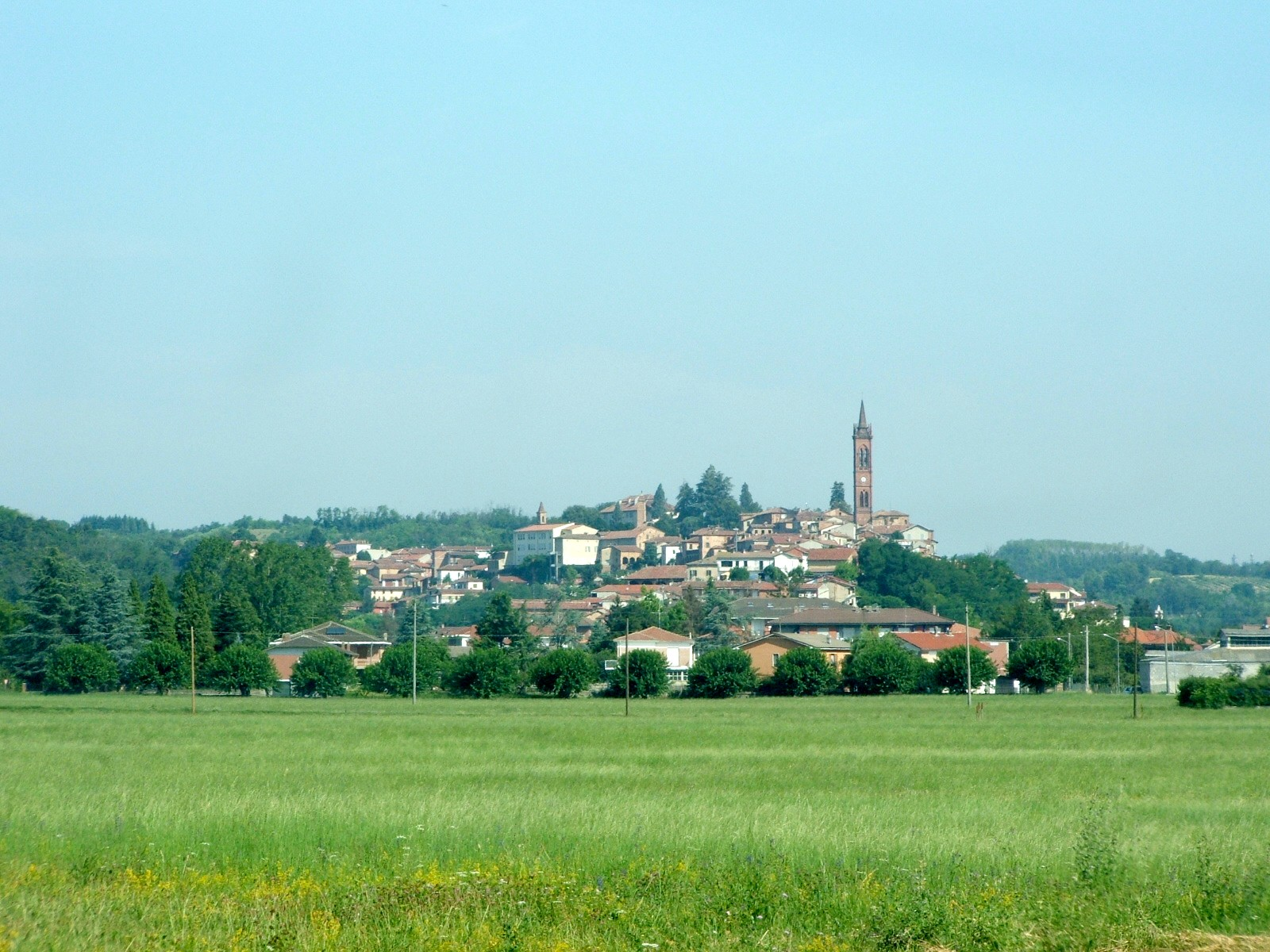
Fubine

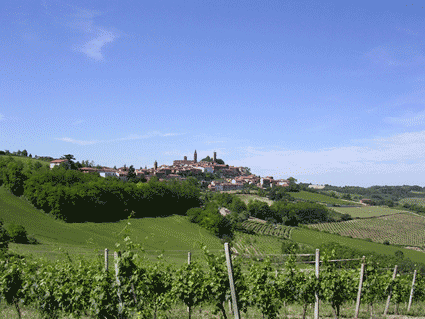
Lu Monferrato

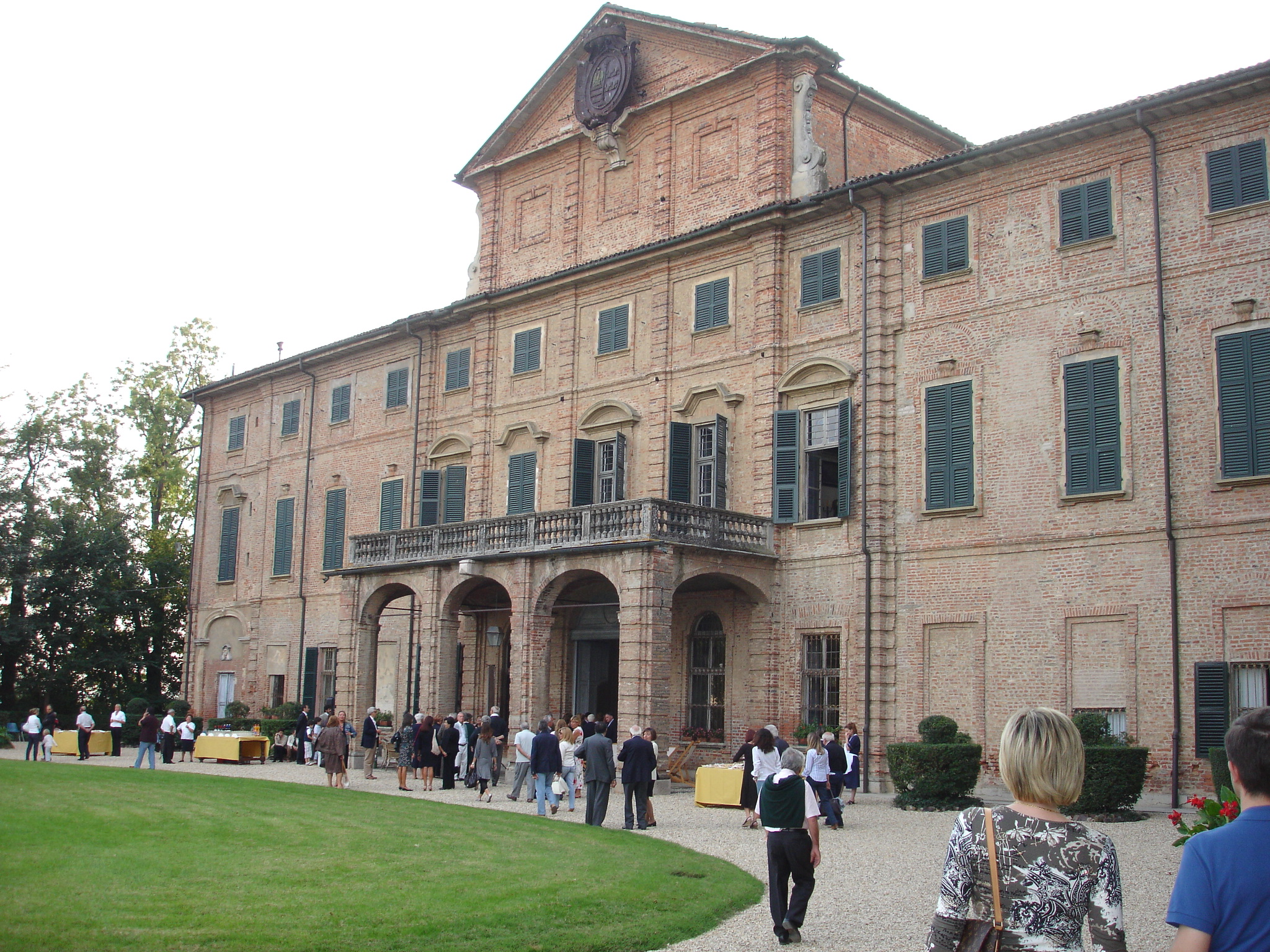
Quargnento

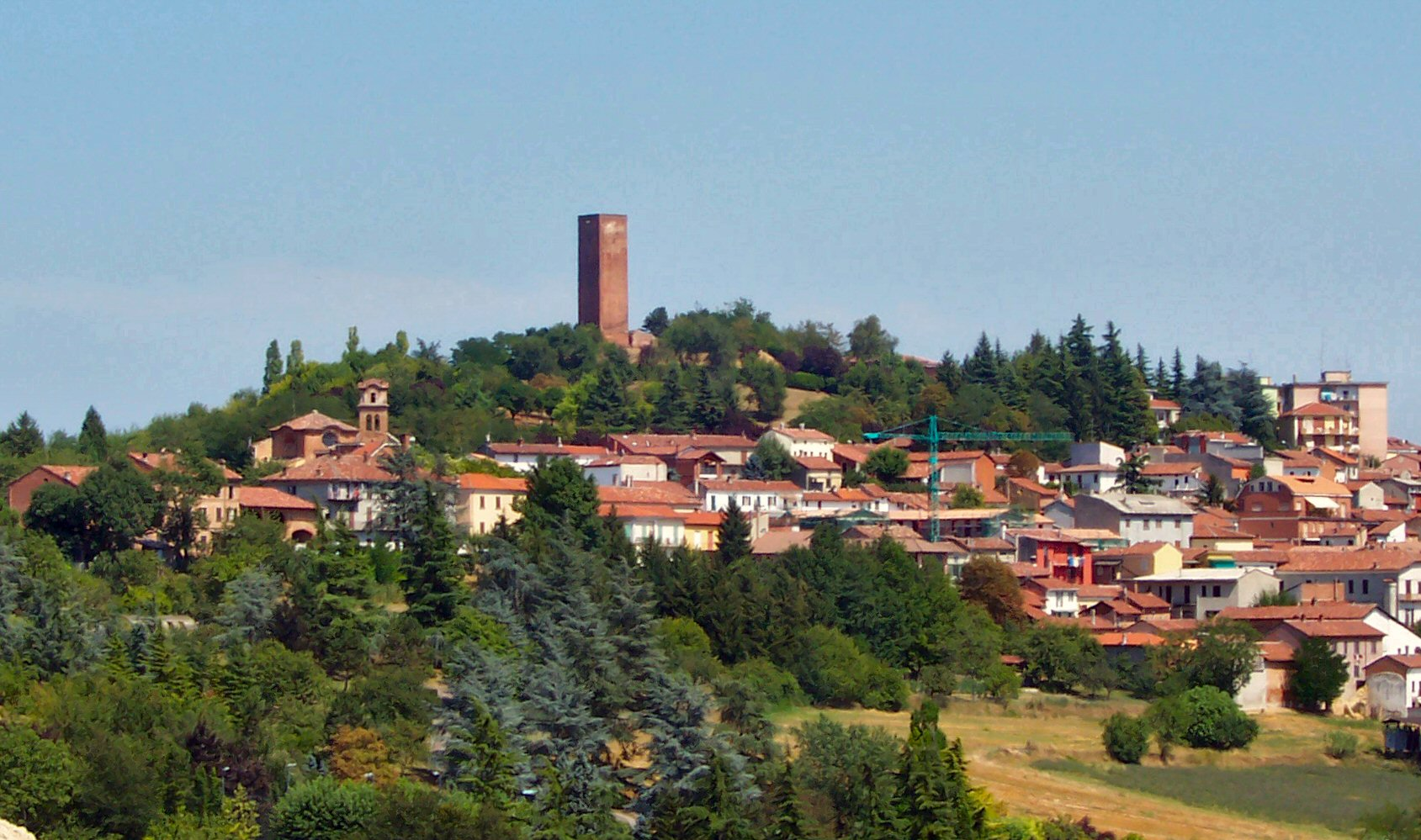
San Salvatore Monferrato

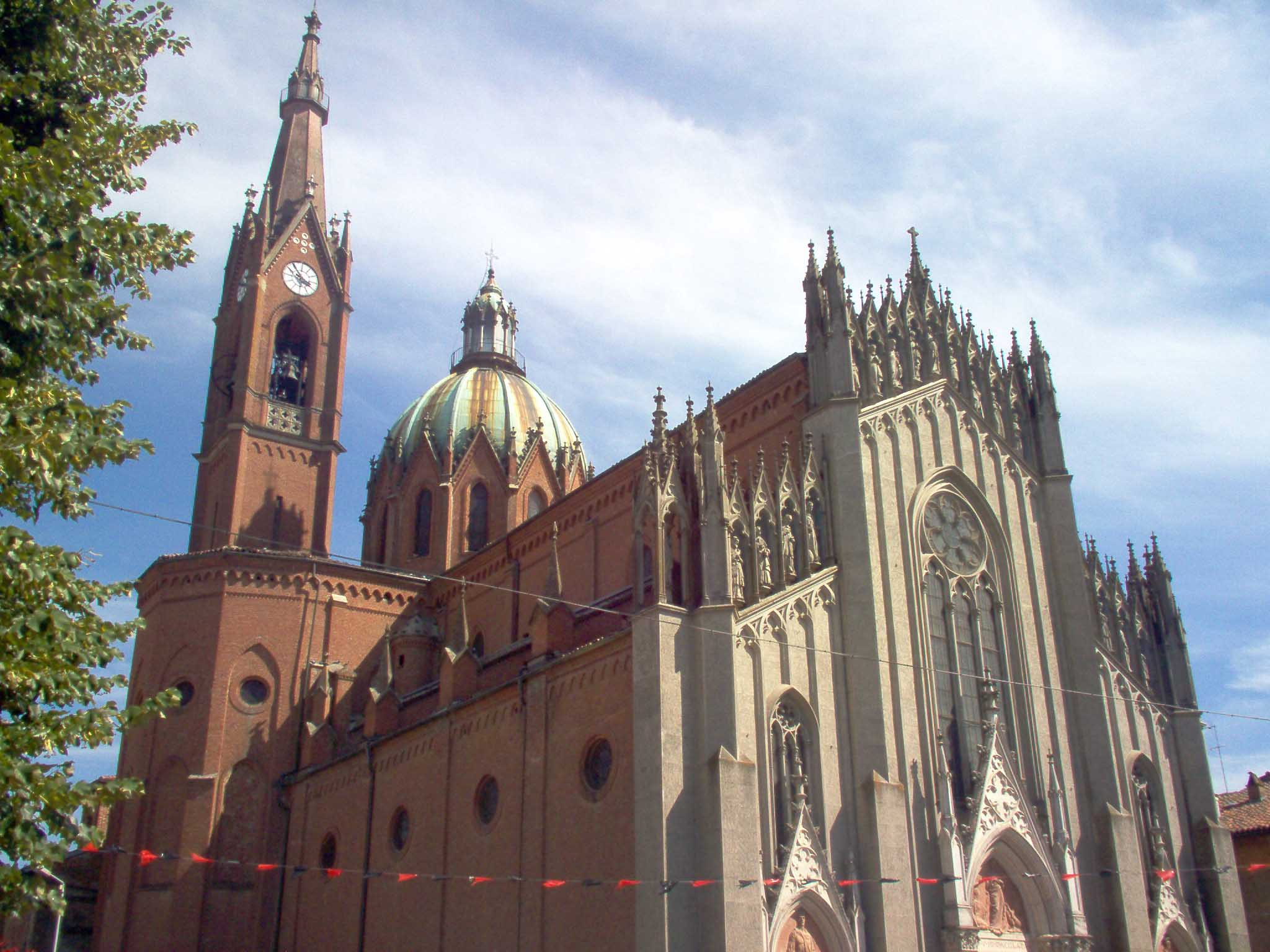
Sezzadio

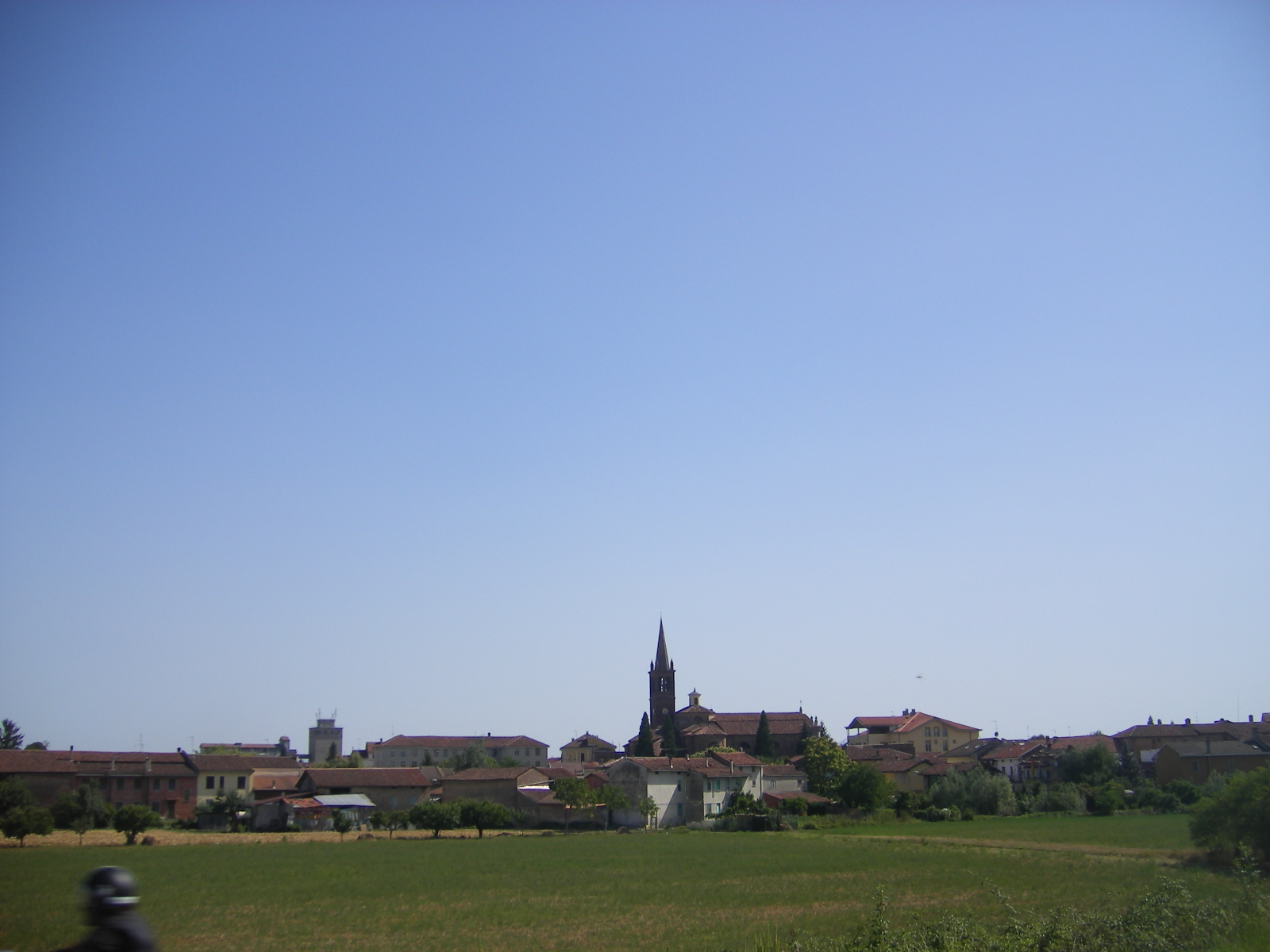
Solero

| Stemma | Comune                   | Superficie | Popolazione | Nome piemontese       | Nome alessandrino |
| ------ | ------------------------ | ---------- | ----------- | --------------------- | ----------------- |
|        | Alessandria              | 203,97 km² | 93730       | Lissandria            | Lisòndria         |
|        | Bassignana               | 28,11 km²  | 1785        | Bassignan-a           | -                 |
|        | Bergamasco               | 13,30 km²  | 775         | Bërgamass             | -                 |
|        | Borgoratto Alessandrino  | 6,60 km²   | 619         | Borgorà               | -                 |
|        | Bosco Marengo            | 44,78 km²  | 2565        | Ël Bòsch              | Ër Bòsch          |
|        | Carentino                | 9,81 km²   | 341         | Carentén              | -                 |
|        | Casal Cermelli           | 11,73 km²  | 1299        | Casal Sirmé           | -                 |
|        | Castellazzo Bormida      | 45,19 km²  | 4650        | Ël Castlass an Bormia | Castlass          |
|        | Castelletto Monferrato   | 9,43 km²   | 1571        | Castlèt Monfrà        | Castlet Monfrà    |
|        | Castelspina              | 5,47 km²   | 418         | Castelspèina          | -                 |
|        | Cuccaro Monferrato       | 5,35 km²   | 353         | Cucri                 | Chicri            |
|        | Felizzano                | 25,18 km²  | 2467        | Flissan               | -                 |
|        | Frascaro                 | 5,26 km²   | 475         | Frasché               | -                 |
|        | Frugarolo                | 27,25 km²  | 2021        | Fruareu               | Friarò            |
|        | Fubine                   | 25,52 km²  | 1688        | Fubin-e               | Fibin-ni          |
|        | Gamalero                 | 12,20 km²  | 826         | Gamaleri              | -                 |
|        | Lu                       | 21,74 km²  | 1195        | Lu                    | -                 |
|        | Masio                    | 22,31 km²  | 1512        | Mas                   | -                 |
|        | Montecastello            | 7,62 km²   | 351         | Moncasté              | Moncasté          |
|        | Oviglio                  | 27,30 km²  | 1294        | J'Ovij                | J'Oiji            |
|        | Pecetto di Valenza       | 11,45 km²  | 1275        | Apsèj                 | Apsèj             |
|        | Pietra Marazzi           | 7,83 km²   | 921         | La Prèja              | La Preja          |
|        | Piovera                  | 15,63 km²  | 824         | Piòvra                | Piovera           |
|        | Predosa                  | 32,92 km²  | 2092        | La Priosa             | -                 |
|        | Quargnento               | 36,20 km²  | 1422        | Quargnent             | Quargnent         |
|        | Quattordio               | 17,79 km²  | 1706        | Quatòrdi              | -                 |
|        | Rivarone                 | 6,08 km²   | 375         | Rivaròn               | -                 |
|        | San Salvatore Monferrato | 31,65 km²  | 4525        | San Salvator          | San Salvadur      |
|        | Sezzadio                 | 33,97 km²  | 1273        | Tsé                   | -                 |
|        | Solero                   | 22,73 km²  | 1687        | Soleri                | Sulìare           |
|        | Valenza                  | 50,05 km²  | 20273       | Valensa               | Valensa           |
| Totali |                          | 824,42 km² | 156308      |                       |                   |